# 湖棲擬上口脂鯉
湖棲擬上口脂鯉，為輻鰭魚綱脂鯉目脂鯉亞目上口脂鯉科的其中一個種，分布於南美洲巴西鑫古河流域，體長可達30.6公分，棲息在植被生長茂密的底層水域，以淡水海棉為食，生活習性不明。